# ناتالی دل
ناتالی دل (انگلیسی: Natalie Dell؛ زادهٔ ۲۰ فوریهٔ ۱۹۸۵) قایقران روئینگ اهل ایالات متحده آمریکا است.